# Leszek Polony
Leszek Polony (ur. 31 stycznia 1946 w Krakowie) – muzykolog, teoretyk muzyki i krytyk muzyczny.

## Życiorys
W 1970 ukończył teorię muzyki w Państwowej Wyższej Szkole Muzycznej w Krakowie. Doktoryzował się w 1981 roku w Warszawie (rozprawa Program literacki, ekspresja i symbol w muzyce symfonicznej M. Karłowicza), habilitację uzyskał w 1992 roku w Instytucie Sztuki PAN (rozprawa Polski kształt sporu o istotę muzyki: główne tendencje w polskiej myśli muzyczno-estetycznej od Oświecenia po współczesność).
W latach 1991–1994 redaktor naczelny, 1995–1999 dyrektor i redaktor naczelny, od 2001 prezes Polskiego Wydawnictwa Muzycznego.
Od 1987 kierownik Katedry Teorii Muzyki i Kształcenia Słuchu macierzystej uczelni, od 1993 roku jej profesor.
W 2009 został odznaczony Srebrnym Medalem „Zasłużony Kulturze Gloria Artis”. W 2018 otrzymał Doroczną Nagrodę Związku Kompozytorów Polskich.
Dorobek naukowy liczy blisko 60 artykułów oraz 5 książek. Jest bratankiem aktorki Anny Polony.

## Publikacje
- Polski kształt sporu o istotę muzyki. Główne tendencje w polskiej myśli muzyczno-estetycznej od oświecenia po współczesność, Akademia Muzyczna w Krakowie, Kraków 1991.
- Czas opowieści muzycznej, Akademia Muzyczna w Krakowie, Kraków 2004.
- Przestrzeń i muzyka, Akademia Muzyczna w Krakowie, Kraków 2007.
- Symbol i muzyka, Akademia Muzyczna w Krakowie, Kraków 2011.